# باتريك تشيني
باتريك تشيني (بالإنجليزية: Patrick Cheney)‏ هو أستاذ جامعي وكاتب ومدرس أمريكي، ولد في 1949.

## وصلات خارجية
- الموقع الرسمي